# Bengt Delaryd
Bengt  Delaryd, född den 21 augusti 1929 i Stockholm, död 29 december 2012 i Lund, var en svensk industri- och bankman med lång verksamhet i Östasien.

## Tidiga år
Med en examen från tekniskt läroverk tillbringade Delaryd ett par år i USA, innan han 1954 var tillbaka i Sverige för att studera kemiteknik vid KTH. Med avklarad civilingenjörsexamen for han åter till USA för att arbeta som projektingenjör hos Procter & Gamble Co. Efter sex år återvände han 1963 till Sverige. I Kristianstad arbetade han som teknisk direktör i fyra år vid Unilevers Bjäre Industrier och skaffade sommarviste i Åhus. 1957 gifte han sig med Dorrit Olofsson; paret fick en dotter.

## Japan
1967 kom Delaryd till Tokyo som Sveriges förste tekniske attaché i Japan med samtidig ackreditering till Sydkorea. Samtidigt var han Ingenjörsvetenskapsakademiens representant i dessa länder till 1970. Under dessa år verkade han för att öka kontakterna mellan Sverige och Japan. Därefter övergick han till Skandinaviska Banken som dess representant i Japan och så småningom senior vice president för den fusionerade SEB. 1980 kom han till Tetra Pak och blev 1981 vd för Tetra Paks bolag i Japan.
Delaryd fortsatte bygga upp kontakter mellan svenskt och japanskt näringsliv. Han var ordförande och ledamot i flera styrelser för svenska dotterföretag och joint-ventures, bland andra Electrolux, Alfa-Laval, Atlas-Copco, Euroc och IKEA. Dessutom var han ordförande i Swedish Industries Advisory Group, Japan.
Hans samlade erfarenheter redovisades 1989 i boken I Japan är kunden kung.

## Hongkong
1986 flyttade Delaryd till Hongkong, där han hade utsetts av AB Investor och Förvaltnings AB Provedentia att leda och etablera Investor-Provedentia (Asia) Limiteds verksamhet med ansvar för hela Ostasien. Han kom även att bli ordförande i Svenska Handelskammaren i Hongkong.
Delaryd blev också en länk i Ingenjörsvetenskapsakademiens förbindelser med sina systerakademier och utländska ledamöter i Asien.
Efter pensionen 1995 bosatte han sig i Båstad och 2010 i Lund, men han hade också  fortsättningsvis uppdrag med anknytning till Japan och var en uppskattad föredragshållare om japanskt kunnande och kultur. Delaryd är begravd på Norra kyrkogården i Lund.

## Tryckta verk
- I Japan är kunden kung, Svenska Dagbladets förlag (1989) . ISBN 91-7738-195-5

## Hedersuppdrag
- 1984 invald som ledamot av Ingenjörsvetenskapsakademien (avdelning VI)